# Seel
Seel är ett relativt vanligt familjenamn i tysk- och engelskspråkiga länder. 

## Personer
- Annie Seel (född 1968), en svensk motorcykelförare